# Дачки ратови
Дачки ратови су трајали од 101. до 106. Рим је освојио Дакију која се наслањала на доњи ток реке Дунав и тиме спречио претњу по своје провинције на Балкану. Биле су то три војне кампање, све против дачког краља Децебала.

## Рат Домицијана против Децебала
Рат цара Домицијана је трајао од 86. до 88., током ког се римска војска борила са малим успесима против дачког краља Децибела. Ипак, према мировном уговору из 88. године Римљани су морали да плаћају годишње извесну суму новца.

## Први Трајанов дачки рат
Први Трајанов дачки рат је трајао од 101. до 102.. Покренуо га је римски цар Трајан, добивши обавештења да је парћански краљ ступио у контакте и преговоре о савезништву против Рима са дачким краљем Децебелом. Дачани су поражени и морали су да предају Римљанима један део своје државе и да врате ратни материјал и пионире које су добили после мировног уговора из 88. године.

## Други Трајанов дачки рат
Други Трајанов дачки рат је трајао од 105. до 106. и завршио се потпуном победом римске војске. Дачки Децибел није издржао и извршио је самоубиство.

## Последице
Освајање Дакије било је корисно за Римљане по стратегијском и економском значају. По стратегијском Римљани су се спасли опасног непријатеља и добили могућност за успешну одбрану од напада са североистока. Економски значај освајања се огледао у томе што је земља Дачана била богата рудницима злата. Осим тога широка пространства новостворене провинције Дакије омогућавала су досељавање колониста.